# Lia Taburcean
Lia Taburcean (Verejeni, 1997. július 24. –) moldovai énekesnő. 

## Pályafutása
2016-ban vált ismertté La nunta asta című dalával, amely azóta széles körben népszerűvé vált a moldovai lakodalmakon.

## Családja
Hathónapos korában örökbefogadták. 2020-ban férjhez ment.